# Blattella germanica
Blattella germanica (Linnaeus, 1767) è una specie di scarafaggio della famiglia Blattellidae, di colore marrone chiaro talora tendente al rosso e dalla forma snella la cui lunghezza varia da 1,3 cm a 1,6 cm.
È anche nota con i nomi comuni di blattella fuochista o semplicemente fuochista, mangiapane, mangiapane della cucina o ancora mangiapane delle cucine.
Come il nome fuochista suggerisce, predilige gli ambienti caldi (come il retro di caldaie o apparecchi che emettono calore) ancorché umidi.

## Descrizione

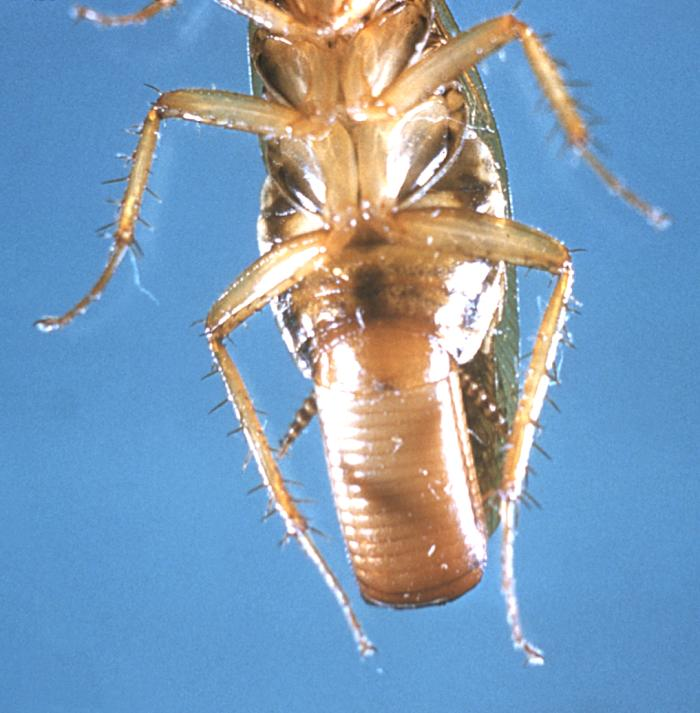
Femmina con ooteca

La testa piccola rispetto al resto del corpo è caratterizzata da lunghe antenne molto mobili; anche il torace è piccolo e la sua parte dorsale (pronoto) presenta due strisce nere che la rendono facilmente riconoscibile. L'addome molto sviluppato rappresenta circa il 50% del corpo ed è diviso in settori.
Queste neanidi, nel giro di 40 giorni dalla nascita passano attraverso alcune mute (5-7) raggiungono lo stadio adulto e, dopo meno di dieci giorni le femmine cominciano a deporre nuove ooteche.
L'intervallo tra la deposizione di un'ooteca e la successiva è di circa 3 settimane.
Le ooteche vengono generalmente nascoste in posti sicuri, difficilmente raggiungibili, e risultano tra l'altro praticamente impermeabili nei confronti dei normali prodotti insetticidi.
Qualora non sia disponibile un luogo idoneo per la deposizione, la femmina può portarsi appresso l'ooteca per un breve periodo di tempo.
I due sessi sono facilmente distinguibili e per dimensioni (la femmina raggiunge una lunghezza maggiore e ha l'addome più largo) e per alcune caratteristiche: nella femmina l'addome è arrotondato ed è completamente ricoperto dalle ali mentre nel maschio i settori terminali dell'addome non sono coperti dalle ali e l'addome stesso risulta più snello.

## Biologia
Questa blatta presenta ali in entrambi i sessi; esse sono ben sviluppate ma vengono utilizzate solo se la blatta viene disturbata o nel caso di salti e/o cadute dall'alto. È onnivora e la sua vita mediamente si aggira attorno alle 30 settimane. La Blatta germanica è molto prolifica: una femmina nel suo completo ciclo vitale produce fino a 8 ooteche contenenti dalle 30 alle 40 uova che si schiudono in circa 20 giorni. In questo modo in poche decine di giorni una femmina è in grado di dar vita ad una colonia di centinaia di individui. È uno scarafaggio molto attivo, scattante e rapido nei movimenti ed è dotato di ventose che gli permettono di muoversi anche sui muri o sul soffitto. Reagisce in modo pronto agli stimoli esterni anche a quelli acustici. Come la maggioranza delle blatte, questa specie è lucifuga: non ama cioè l'esposizione alla luce, per cui svolge le sue attività preferibilmente di notte, o comunque in situazioni scarsamente illuminate. Particolare e caratteristica è la necessità di rifugiarsi in fessure che permettano di sentire il contatto con la parte dorsale del corpo (tigmotattismo). Altra necessità per la blatta germanica è la presenza di cibo, di conseguenza è usuale trovarla in bar, ristoranti, magazzini di derrate, ma molto frequentemente anche nelle abitazioni, in punti umidi e caldi (per questo chiamata blatta fuochista) come ad esempio tinelli, bagni, cucine e spazi dietro e sotto frigoriferi, lavatrici e caldaie.

## Metodi di lotta
Attualmente il metodo più efficace per liberarsi delle blatte è utilizzare un'esca alimentare che loro riporteranno nel nido e distribuiranno all'intera colonia, determinandone la morte